# 宾头卢
賓頭盧尊者或賓度羅·颇罗堕闍尊者（梵文轉寫：Piṇḍola Bhāradvāja），是释迦牟尼佛的十六大阿罗汉（漢地另有十八罗汉之说）弟子之一，在汉传佛教中被称爲“坐鹿罗汉”，号称“狮子吼第一”、“福田第一”。佛经《付法藏因缘经》记载“尊者眉髮秀白，身体相（拼音：xiàng，注音：ㄒㄧㄤˋ）好，如辟支佛”。

## 名称
賓頭盧尊者全名賓度羅·颇罗堕闍，其中宾头卢和賓度羅爲同名异译，义爲“不动利根”；颇罗堕闍爲印度婆羅門十八種姓之一，亦译为突羅闍、頗羅堕、跋囉惰闍、跋羅堕闍、婆罗豆婆遮等。

## 生平
宾头卢出生在印度婆罗门种姓家族，其姓氏颇罗堕闍即爲婆罗门十八大种姓之一；爲古印度憍赏弥国（梵文转写：Kauśāmbī，巴利文：Kosambī）的优填王（又译优婆填王、优陀延王、于闐王等）的宰相之子，後也在朝中做辅臣。年少时跟随释迦牟尼佛出家为僧，证得阿罗汉果和六大神通。经书记载，宾头卢有长白的鬚眉，寿相童心，喜爱玩耍，常在众人面前显露神通力。又常以神通力、發獅子吼音護衛正法，故被佛陀授爲弟子之中“獅子吼第一”。

## 事跡

### 顯露神通
据《法苑珠林·卷四十二》和《四分律·卷五十一》记载，王舍城有六师外道弟子把旃檀木钵竖挂在庭中高木杆上，放言“如果城中有成就阿罗汉有神通力的，可将钵取去”，当时有外道弟子自称阿罗汉想取钵，未能取得，在场的目犍连尊者受邀取钵但推让不取，一旁坐在大石头上的的宾头卢见状，以神通力，人与石头一同飞上天，取下了木杆上的木钵，又在城中飞了很多圈，地面上的人们见了害怕石头会掉下来而到处避走。此事受到佛陀的责骂：“你不该在居士前显露神通，這如同妓女爲了幾個钱就在众人面前展露裸體。”此後便制定戒律不得在居士面前显露神通 。

### 住世弘法
《杂阿含经·卷二十三》中记载：釋迦牟尼世尊住在舍卫国时，给孤独长者之女在请佛陀和比丘僧前往应供，当时诸比丘各自以神通力飞空前往，宾头卢以神通力故意用双肩挑着两座山前往。世尊责怪宾头卢：“彼时汝现神足，我今罚汝，常在於世，不得取涅槃，护持我正法，勿令灭也”（罚令宾头卢不得寿终入灭，要用神通力保存形体寿命，在世间弘扬佛法）。据《宾头卢突罗阇为优陀延王说法经》、《十诵律·卷三十七》等三藏记载，因爱显露神通，佛陀叱责宾头卢不许住在阎浮提洲（即我们所处的地球），令他到牛賀洲居住弘法，後允许回到阎浮提洲，却不许他入涅槃，必须永住在印度摩梨支山弘扬佛法、渡化众生。佛陀讓賓頭盧住世期間要廣受供養，只要有人請“千僧齋”，必然有得道聖人出席應供，賓頭盧尊者就在其中；人們還可以請他到家中享用食物和澡浴供養，培養福報，是末法時代稀有的大福田，因此後世也稱之為“福田第一”。
宾头卢尊者和君屠钵汉尊者、罗睺罗尊者、大迦葉尊者是《弥勒下生经》中佛陀授記的不得入滅，留形住世直到彌勒菩薩下生成佛的四位阿羅漢。《请宾头卢尊者经》記載了請賓頭盧尊者來應供的方法。

## 影響
- 在中国、日本、韩国、越南等的汉传佛教中均有宾头卢尊者信仰。传说宾头卢曾坐着鹿到王宫中讲经说法，因此被称作“坐鹿罗汉”、“坐鹿尊者”，但据查经典中并无坐鹿的记载。

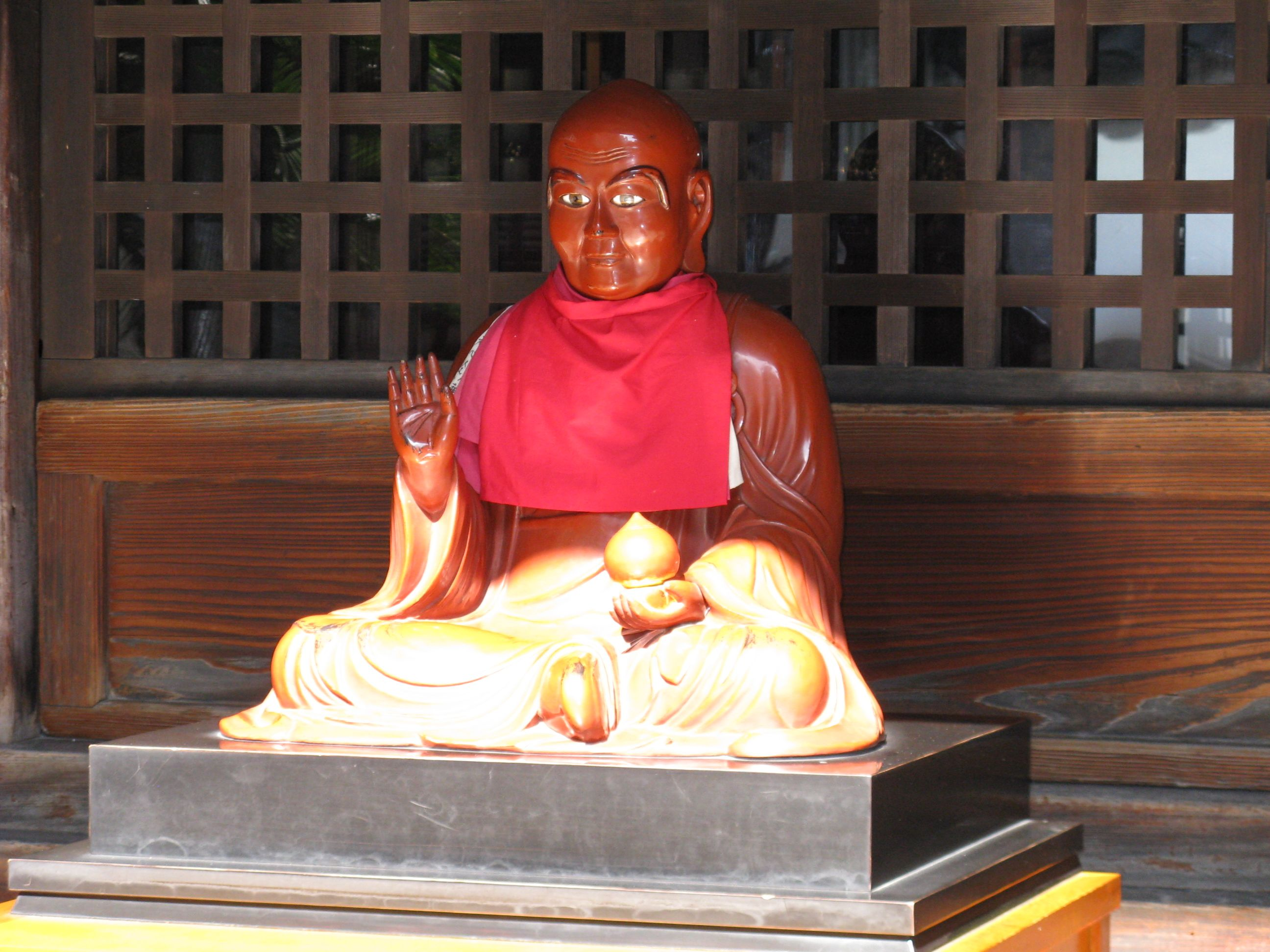
日本大阪三津寺中的宾度罗跋啰惰阇像